# Mont Warusawa
Le mont Warusawa (悪沢岳, Warusawa-dake), également appelé mont Higashi (東岳, Higashi-dake), est une des 100 montagnes célèbres du Japon située dans la préfecture de Shizuoka au Japon.